# Province du Brabant-Méridional
Pour les articles homonymes, voir Brabant.
Ne doit pas être confondu avec Province du Brabant, Province du Brabant flamand ou Province du Brabant wallon.
1815–1830
Entités précédentes :
- département de la Dyle
( Première République française)

Entités suivantes :
- Province du Brabant
( Belgique)

La province de Brabant-Méridional (Provincie Zuid-Brabant en néerlandais) était l'une des dix-sept provinces du royaume uni des Pays-Bas. 
Le territoire fut créé par la Première République française en tant que département de la Dyle après l'annexion des Pays-Bas autrichiens par les révolutionnaires français le 1er octobre 1795. 
Il prit ensuite le statut de province par la loi fédérale du 24 août 1815 après la création du royaume uni des Pays-Bas. 
À la suite de la révolution belge et de la proclamation d'indépendance du nouveau royaume de Belgique le 4 octobre 1830, elle devint la province de Brabant sans changer ses frontières initiales établies sous la période française.

## Histoire
Le Duché de Brabant était initialement un État féodal issu du démembrement de la Basse-Lotharingie en 1106 et intégré au Saint-Empire romain germanique. Il fut partagé de fait en 1581 et en droit en 1648 : le nord devint une des entités des Provinces-Unies et le sud resta dans le Saint-Empire jusqu'en 1794. 
Après l'échec de la première annexion française des États de Belgique en 1792, la France révolutionnaire annexe officiellement les Pays-Bas autrichiens lors de la seconde annexion française des États de Belgique le 1er octobre 1795. L'ancien duché est alors séparé en deux départements de la Première République française : le département de la Dyle (du nom de la rivière éponyme), autour de Bruxelles et le département des Deux-Nèthes, autour d'Anvers (du nom des rivières Grande Nèthe et Petite Nèthe).
Toutefois, après la chute de Napoléon lors de la bataille de Waterloo le 18 juin 1815, le Premier Empire et démembré et un nouvel État est créé par le Congrès de Vienne la même année : le royaume uni des Pays-Bas. Celui-ci se compose alors de dix-sept provinces : les neuf provinces de l'ancienne république des Provinces-Unies et huit autres, créées par la loi fondamentale du 24 août 1815 dont les deux anciens départements français. 
Ceux-ci sont transposés tels quels en :
- La province néerlandaise d'Anvers, l'ancien département des Deux-Nèthes, qui est aujourd'hui devenue la province belge d'Anvers l'une des dix provinces de Belgique.
- La province du Brabant-Méridional, l'ancien département de la Dyle, par opposition à la province de Brabant-Septentrional, partie nord de l'ancien duché qui est aujourd'hui l'une des douze provinces des Pays-Bas.

Un arrêté royal de 1819, appliqué à partir de 1823, impose le néerlandais comme langue officielle dans l'ensemble de cette province (comme dans les autres provinces flamandes), à l'exception de Nivelles. Cette réforme suscita de vives oppositions et le roi des Pays-Bas, Guillaume Ier, rétablit la liberté linguistique le 4 juin 1830. 
À à la suite de la révolution belge et de la proclamation d'indépendance du nouveau royaume de Belgique le 4 octobre 1830, elle devint la province de Brabant sans changer ses frontières initiales établies sous la période française.